# Grosstjärnarna (Anundsjö socken, Ångermanland, 706962-157485)
Grosstjärnarna är en sjö i Örnsköldsviks kommun i Ångermanland och ingår i Ångermanälvens huvudavrinningsområde.